# Liza (genre)
Genre
Liza est un genre de poissons marins de la famille des Mugilidae.

## Liste d'espèces
Selon FishBase :
- Liza abu (Heckel, 1843)
- Liza affinis (Günther, 1861)
- Liza alata (Steindachner, 1892)
- Liza argentea (Quoy & Gaimard, 1825)
- Liza aurata (Risso, 1810) - Mulet doré
- Liza carinata (Valenciennes, 1836)
- Liza dumerili (Steindachner, 1870)
- Liza falcipinnis (Valenciennes, 1836)
- Liza grandisquamis (Valenciennes, 1836)
- Liza klunzingeri (Day, 1888)
- Liza luciae (Penrith & Penrith, 1967)
- Liza macrolepis (Smith, 1846)
- Liza mandapamensis Thomson, 1997
- Liza melinoptera (Valenciennes, 1836)
- Liza parsia (Hamilton, 1822)
- Liza persicus (Senou, Randall & Okiyama, 1995)
- Liza ramada (Risso, 1827) - Mulet capiton
- Liza ramsayi (Macleay, 1883)
- Liza richardsonii (Smith, 1846)
- Liza saliens (Risso, 1810)
- Liza subviridis (Valenciennes, 1836)
- Liza tade (Forsskål, 1775)
- Liza tricuspidens (Smith, 1935)
- Liza vaigiensis (Quoy & Gaimard, 1825)

Selon ITIS :
- Liza abu (Heckel, 1843)
- Liza affinis (Günther, 1861)
- Liza alata (Steindachner, 1892)
- Liza argentea (Quoy & Gaimard, 1825)
- Liza aurata (Risso, 1810) - Mulet doré
- Liza carinata (Valenciennes in Cuvier & Valenciennes, 1836)
- Liza dumerili (Steindachner, 1870)
- Liza falcipinnis (Valenciennes in Cuvier & Valenciennes, 1836)
- Liza grandisquamis (Valenciennes in Cuvier & Valenciennes, 1836)
- Liza haematocheilus (Temminck & Schlegel, 1845)
- Liza klunzingeri (Day, 1888)
- Liza lauvergnii (Eydoux & Souleyet, 1850)
- Liza luciae (Penrith & Penrith, 1967)
- Liza mandapamensis Thomson, 1997
- Liza melinoptera (Valenciennes in Cuvier & Valenciennes, 1836)
- Liza parsia (Hamilton, 1822)
- Liza persicus (Senou, Randall & Okiyama in Randall, 1995)
- Liza planiceps (Valenciennes in Cuvier & Valenciennes, 1836)
- Liza ramada (Risso, 1810) - Mulet capiton
- Liza ramsayi (Macleay, 1883)
- Liza richardsonii (Smith, 1846)
- Liza saliens (Risso, 1810)
- Liza subviridis (Valenciennes in Cuvier & Valenciennes, 1836)
- Liza tade (Forsskål, 1775)
- Liza tricuspidens (Smith, 1935)
- Liza vaigiensis (Quoy & Gaimard, 1825)

Selon WoRMS :
- Liza abu (Heckel, 1843)
- Liza affinis (Günther, 1861)
- Liza alata (Steindachner, 1892)
- Liza argentea (Quoy & Gaimard, 1825)
- Liza aurata (Risso, 1810)
- Liza carinata (Valenciennes, 1836)
- Liza dumerili (Steindachner, 1870)
- Liza falcipinnis (Valenciennes, 1836)
- Liza grandisquamis (Valenciennes, 1836)
- Liza joyneri
- Liza klunzingeri (Day, 1888)
- Liza macrolepis (Smith, 1846)
- Liza mandapamensis Thomson, 1997
- Liza melinoptera (Valenciennes, 1836)
- Liza parsia (Hamilton, 1822)
- Liza persicus (Senou, Randall & Okiyama, 1995)
- Liza ramada (Risso, 1810)
- Liza ramsayi (Macleay, 1883)
- Liza richardsonii (Smith, 1846)
- Liza saliens (Risso, 1810)
- Liza subviridis (Valenciennes, 1836)
- Liza tade (Forsskål, 1775)
- Liza tricuspidens (Smith, 1935)
- Liza vaigiensis (Quoy & Gaimard, 1825)